# Hambleton (Virgínia Ocidental)
Hambleton é uma cidade  localizada no estado norte-americano de Virgínia Ocidental, no Condado de Tucker.

## Demografia
Segundo o censo norte-americano de 2000, a sua população era de 246 habitantes.
Em 2006, foi estimada uma população de 245, um decréscimo de 1 (-0.4%).

## Geografia
De acordo com o United States Census Bureau tem uma área de
0,4 km², dos quais 0,3 km² cobertos por terra e 0,1 km² cobertos por água.

## Localidades na vizinhança
O diagrama seguinte representa as localidades num raio de 16 km ao redor de Hambleton.